# ۲ صفر
۲ صفر، دوّمین روز از ماه صفر در تقویم هجری قمری است.
در تقویم هجری قمری قراردادی این روز سی و دومین روز سال است.

## رویدادها
- ۲۲۳ - اعدام بابک خرمدین سردار ایرانی به دست خلیفه عباسی.

## زادگان
- ۶۰۲- مجدالدین اربلی، محدث، زبان‌شناس، ادیب و شاعر عراقی.